# Yahoo! Search
Yahoo! Search — поисковая система, разрабатываемая и поддерживаемая корпорацией Yahoo! из Саннивейла, Калифорния, США. По разным оценкам, является третьим или четвёртым по популярности веб-сайтом такого вида в мире. Доля на рынке конкурентских сервисов в США, согласно сведениям Comscore на начало 2015 года, оценивается в 12,7 %. Начиная с 2009 года, отображает результаты поиска из Bing, принадлежащего Microsoft, однако с 2015 года доля результатов из сервиса Майкрософт не превышает 51 %.
Является продолжением каталога Yahoo! Directory, к 2014 году полностью вытеснившим его из списка продуктов компании. Как и указанный каталог ресурсов в Интернете, Yahoo! Search сыграл ключевую роль в развитии корпорации, переросшей из простого списка понравившихся создателям сайта веб-страниц в крупную на североамериканском рынке компанию.

## Международная доступность
Yahoo! имеет представительства в Европе, Азии и на развивающихся рынках. Сервис доступен в 38 языковых версиях, что делает его подходящим для пользователей за пределами США:
- Английский
- Арабский
- Болгарский
- Венгерский
- Вьетнамский
- Голландский
- Греческий
- Датский
- Иврит
- Индонезийский
- Исландский
- Испанский
- Итальянский
- Каталанский
- Китайский (традиционный)
- Китайский (упрощённый)
- Корейский
- Латышский
- Литовский
- Малайский
- Немецкий
- Норвежский
- Персидский
- Польский
- Португальский
- Румынский
- Русский
- Сербский
- Словацкий
- Словенский
- Тагальский
- Тайский
- Турецкий
- Финский
- Французский
- Хорватский
- Чешский
- Шведский
- Эстонский
- Японский

## Yahoo! SearchScan
В 2008 году поисковый сервис совместно с разработчиком антивирусного программного обеспечения McAfee представил SearchScan — систему, предупреждающую пользователей об уровне опасности посещения веб-сайтов, отображаемых в выдаче. Следующие поведения веб-страниц делают их небезопасными по мнению SearchScan и могут привести к полному удалению из выдачи:
- при простом посещении страницы начинается загрузка файла;
- файлы, которые предлагается загрузить пользователю сайта, являются spyware или другими компьютерными вирусами;
- владельцы веб-сайта занимаются спам-рассылками как для собственного продвижения, так и для рекламы продуктов третьих лиц.

Функция включена автоматически для пользователей из некоторых стран, но может быть деактивирована вручную.

## См. также
- Yahoo!
- Yahoo! Directory